# Israel Tanenbaum
Israel Tanenbaum-Rivera (Puerto Rico, 7 de marzo de 1961) es un pianista puertorriqueño, productor discográfico, compositor, arreglista e ingeniero de sonido que ha producido más de 50 álbumes y participado en más de 100 grabaciones.

## Salsa
Tanenbaum ha tocado con muchos de los artistas y orquestas clásicos de la Salsa tales como Pete "El Conde" Rodríguez, Marvin Santiago, Daniel Santos, Tommy Olivencia, Cheo Feliciano, Batacumbele, Santitos Colón, Orquesta Mulenze, Brenda K. Starr, Lalo Rodríguez, Ednita Nazario, y Roberto Roena, para quien fue director Musical en 1986. En 1988, con una exitosa carrera como pianista, Tanenbaum se trasladó a Colombia de su tierra natal Puerto Rico y se unió (como productor, pianista y arreglista) a Guayacán Orquesta, una de las principales orquestas de salsa de Colombia. Tanenbaum jugó un papel vital en la definición del sonido que le permitió a Guayacán llegar a los crecientes mercados latinos en Europa y los Estados Unidos. Esto llevó a Guayacán a un Disco de Platino y dos Discos de Oro. En Colombia, Israel ha trabajado con muchos otros artistas incluyendo Grupo Niche, Grupo Clase, Checo Acosta y Galy Galiano. Tanenbaum ha tomado un interés especial en las orquestas de salsa de mujeres -populares en Colombia- como Caña Brava, Aché Orquesta y Santísima Charanga, y ha contribuido en este campo como director, arreglista y productor.
En 1992, el violinista cubano Alfredo de La Fé, quien en ese entonces vivía en Medellín, Colombia, le pidió a Tanenbaum que le produjera su siguiente álbum "Con Toda la Salsa" para Discos Fuentes label. El álbum incluyó el instrumental de jazz latino Hacha y Machete compuesto por Tanenbaum que llegó a las listas de top 10 en Europa. Este éxito abrió las puertas de los mercados europeos y condujo a que la orquesta hiciera varias giras en las que Israel acompañó a Alfredo como su pianista y director musical. En 1995, Tanenbaum produjo La Salsa de los Dioses justo antes de que Alfredo se fuera a vivir a Italia. Cuando Alfredo se trasladó a Nueva York en 2002, Israel -que estaba viviendo en Estados Unidos- le armó la orquesta a Alfredo con la que tocaron en Nueva York e hicieron varias giras por los Estados Unidos. En 2018 se estableció en el Área de la Bahía de San Francisco y se le puede encontrar tocando en diversos clubes con reconocidas orquestas de la zona como Candela dirigida por el percusionista uruguayo Edgardo Cambón.
Tanenbaum ha producido discos para sellos como Sony, Phillips, CBS, BMG, Fania y Latinbaum Records.

## Jazz
Israel ha tocado con músicos de jazz de la talla del flautista Dave Valentín, los percusionistas Giovanni Hidalgo y Richie Flores, el bajista John Benitez, el saxofonista David Sánchez, y el Ensemble de Jazz de Juancito Torres. En 1997 Israel mezcló el álbum "Papo Lucca y La Cuban Jazz All Stars". En 2000 Tanenbaum grabó un álbum de canciones de Navidad con el trompetista Frank Vardaros. Las composiciones de Israel han sido grabadas, entre otros, por la flautista Connie Grossman, el pianista Papo Lucca: Tanenbaum a la Lucca (en On Target con La Sonora Ponceña), y el violinista Alfredo de la Fe: NN, Hacha y Machete. Desde 2018 es posible escuchar a Izzy Tanenbaum en San Francisco y sus alrededores con su ensamble Latinbaum y con reconocidos músicos de la región como Pete Escovedo en escenarios clásicos del Jazz como Yoshi's y Angelicas.

## Música Incidental
Israel ha compuesto música para documentales, teatro, televisión, cine, radio, multimedia, transmedia y videojuegos que ha sido nominada a varios premios. En los 90's creó bandas sonoras para comedias y radionovelas y trabajó en la música para el documental colombiano Amor, Mujeres y Flores dirigido por Marta Rodríguez y Jorge Silva, y para la novela Otra en Mi. Para el primer Festival Iberoamericano de Teatro de Bogotá, compuso la música de una de las primeras creaciones transmedia en Colombia, junto con el ilustrador y cuentero Alekos. Tanenbaum ha escrito música para las películas de Martin Guigui: Swing, My X-Girlfriend's Wedding y Cattle Call. La música para “Swing” ganó el premio a la mejor banda sonora en el Latín USA Film Festival en 2003 y el premio a la mejor música en una película independiente en el Park City Film Music Festival en 2004. En 2009 Israel compuso la música para El Atolondrado, una adaptación para clown del clásico de Molière hecha por el director argentino, Ricardo Behrens y producida por el Teatro Nacional de Colombia. Adicionalmente, Israel ha producido jingles para muchos clientes como Renault, Hyundai y Eveready.

## Folklore/Música Tradicional
Israel ha estudiado las raíces musicales de los ritmos afro-caribeños y la música tradicional de lugares donde ha vivido como Corea y Colombia. A Tanenbaum le gusta incorporar elementos del folklore en sus composiciones y arreglos. Israel ha producido artistas como las puertorriqueñas Felita Oyola y Celia Ayala (del reconocido grupo folklórico "La Familia Ayala") así como a la colombiana Juana Francisca Álvarez (Esencia de Currulao) y el grupo Categoría Vallenata. En 2008, Tanenbaum grabó a todos los participantes del primer Festival de la Marimba en Cali, Colombia donde se desempeñó como Director Técnico. Su propio proyecto experimental Latinbaum mezcla elementos del folklore con rock, pop y jazz.

## Docencia
Tanenbaum ha desarrollado currículo para la enseñanza formal y no formal en las diferentes áreas en las que se desenvuelve. En Estados Unidos hizo talleres para enseñar Jazz, ritmos Afro-Caribeños y producción de audio. En 2004, desarrolló el programa de Técnico en Grabación de Audio para el Roxbury Community College en Boston, Massachusetts. En Boston también trabajó con la Fundación Educativa de WGBH (productora de radio y televisión), en colaboración con el sistema educativo público de Boston, en la producción del programa Música y Palabras ("Music and Words") que integra música y literatura a las actividades curriculares del bachillerato. En Colombia, Israel creó y enseñó las primeras clases universitarias de salsa, historia y armonía del jazz, y ensambles latinos para el Programa de Estudios Musicales de la Pontificia Universidad Javeriana en los años 80 y comienzos de los 90. A su regreso a Colombia en 2008, Israel introdujo la cátedra de Negocios en la Música en la Facultad de Artes de la Universidad Javeriana donde enseñó y dirigió ensambles de jazz y música latina hasta 2014. Como gerente del ViveLab Huila en Pitalito, Colombia, Israel lideró docenas de talleres para formar a miles de personas de la región bajo el eslogan "Construyendo el Futuro Digital" así como diplomados, programas de emprendimiento para jóvenes y actividades culturales como el Festival de Cine de San Agustín y conciertos de orquestas juveniles.

## Diseño Acústico
Israel es experto en el diseño de aislamiento acústico para estudios de ensayo y de grabación. En la década de los 80s diseñó el primer estudio de ensayos en Bogotá, Colombia (en el barrio La Concordia) donde ensayaron agrupaciones como Guayacán Orquesta, Iván y Lucía y Aché Orquesta Femenina. En los 90s diseñó los estudios de varios artistas y agrupaciones entre ellos Guayacán en Cali, Yurumei Studio del hondureño Efraín Martínez, Char Studio del pianista colombiano Simón Char en Boston, Massachusetts y Chekeré Estudio del percusionista cubano Jorge Najarro en Rhode Island. En 2010 creó las salas de ensayo y grabación de K30 Estudio en Bogotá y en 2012 asesoró el diseño del estudio de grabación para el Tecnocentro Cultural Somos Pacífico en Cali.

## Festivales
Israel ha tocado (entre otros) en:
- Blue Morning, París, Francia
- Festival de Música del Caribe, Cartagena, Colombia
- JVC Jazz Festival, Torino, Italy
- Festival de Jazz, Niza, France
- Festival de Jazz Teatro Libre, Bogotá, Colombia
- Festival Latino, Suiza
- Open Tropen Jazz Festival, Bélgica
- Feria de Cali, Cali, Colombia
- Roots Festival, Holanda
- Village Gate, Nueva York, NY
- SOB's, Nueva York, NY
- Vermont Jazz Festival, Burlington, Vermont
- Festival Latino Americano, Florencia, Italia
- Carnaval de Barranquilla, Barranquilla, Colombia
- Festival Iberoamericano de Teatro, Bogotá, Colombia
- Madison Square Garden, Nueva York, NY
- Festival de Música de Barichara, Santander, Colombia

## Afiliaciones Profesionales
- ASCAP
- Acinpro[17]

## Muestra Discográfica
- Semilla (productor, compositor, arreglista, pianista)
- Guayacán Orquesta: Qué la Sangre Alborota, La Más Bella, 5 Años Aferrados al Sabor, Sentimental de Punta a Punta, A Verso y Golpe, Marcando la Diferencia, Como en un Baile, Con Sabor Tropical, De Nuevo en la Salsa (productor, arreglista, pianista)
- Alfredo de la Fe: Con toda la salsa, Salsa de los dioses (productor, compositor, arreglista, pianista)
- Sonora Ponceña: On Target -> Tanenbaum a la Lucca (productor, compositor, arreglista)
- Iván y Lucía (productor, arreglista, pianista)
- Nino Caicedo (productor, arreglista, pianista)
- Fania All Stars: Bravo 97 (arreglista)
- Aché Orquesta: Ya es hora (productor, arreglista, pianista)
- Checo Acosta (productor, arreglista, pianista)
- Galy Galiano: Sin Fronteras (productor, arreglista, pianista)
- Obbini Tumbao (productor)
- Leslie Mendez (productor, arreglista, pianista)
- Orquesta Tiempo (productor, arreglista, pianista)
- Roberto Roena: Regreso (pianista)
- Zaperoko (pianista)
- Grupo Niche (pianista)
- Connie Grossman (compositor, arreglista, pianista)
- Yambé (productor, arreglista, pianista)
- Grupo Clase (productor, arreglista)
- Carlos Vega (productor, arreglista, pianista)
- La Banda de Alexis (productor, pianista)
- Categoría Vallenata (productor)
- Celia y Tito Ayala (productor)
- Algo Nuevo (productor, arreglista, pianista)
- Álvaro del Castillo (productor, arreglista, pianista)
- Nina (productor)
- Orquesta Matecaña (productor, pianista)
- Yenyeré (productor, arreglista, pianista)
- La Trombonera (pianista)
- Delazcar Quintero (productor, arreglista, pianista)
- Orquesta Solución (productor, arreglista, pianista)
- Sonora Grupera (productor, arreglista, pianista)
- Sandunga (productor, pianista)
- Frank Vardaros (productor, arreglista, pianista)
- Salsa Night Band: La Cadena Se Rompió (productor, arreglista, pianista)
- Azulito Aguamarina (productor, pianista)
- Satin (productor, arreglista, pianista))
- Esencia de Currulao (productor, pianista)
- Felita Oyola (productor, arreglista, pianista)